# 해피 트리 프렌즈

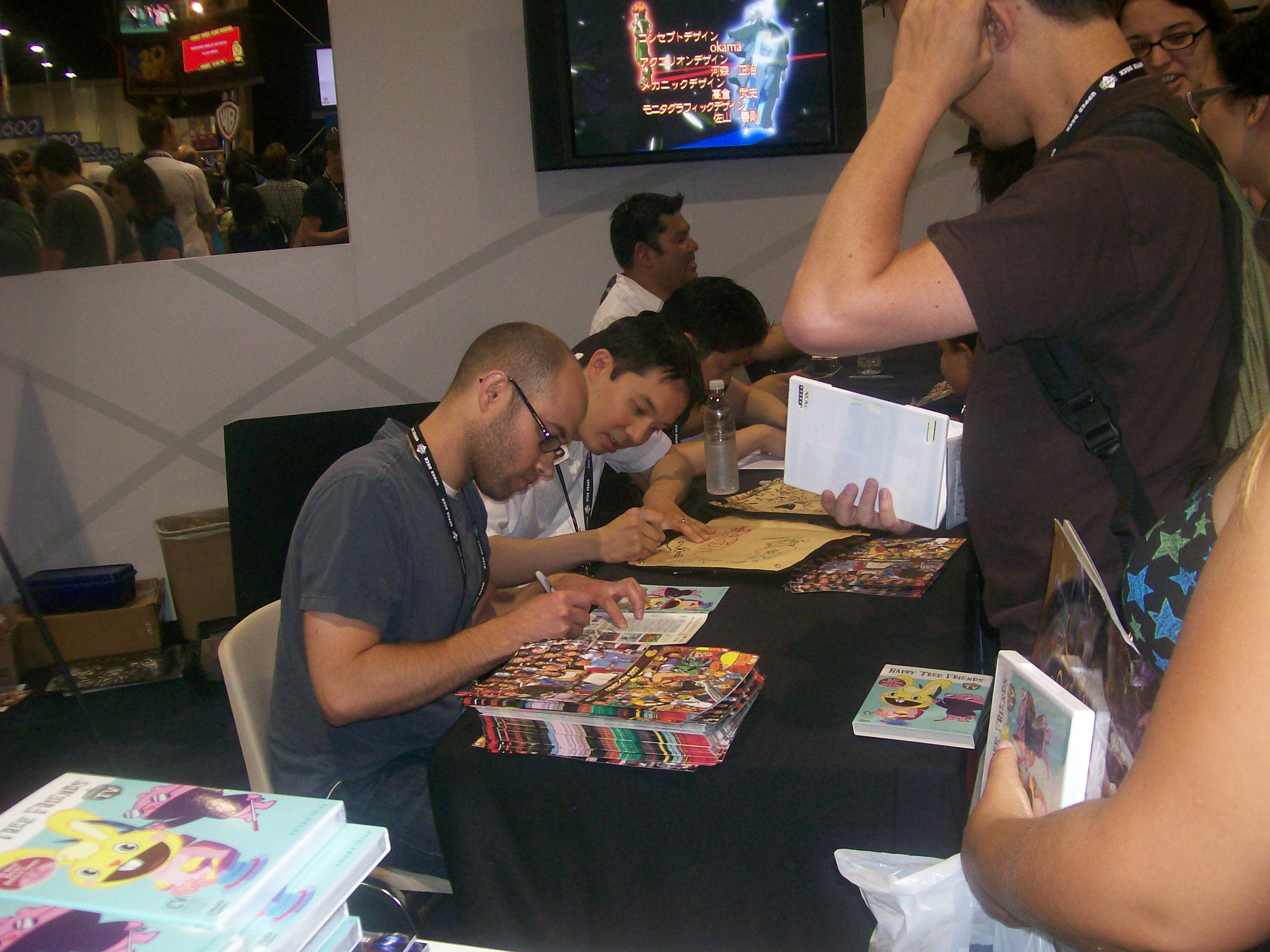
해피 트리 프렌즈의 사인회 모습

《해피 트리 프렌즈》줄여서 해트프(htf)(Happy Tree Friends)는 Universal Pictures (NBCUniversal Syndiction Studios)와 Mondo, Annapurna Pictures, Point Grey의 켄 나바로(Kenn Navarro)와 로데 몬티호(Rhode Montijo), 오브리 앵크럼(Aubrey Ankrum)이 기획한 미국의 블랙 코미디 플래시 애니메이션이다.

## 개요
이 애니메이션은 마치 어린이들을 대상으로 만든 듯한 착각으로 겉모습과는 대조되는 잔혹하고 노골적인 죽음이 묘사된 형식으로 만들어져 있다. 인터넷 플래시는 1999년 12월 24일부터 등록되었으며, TV 시리즈는 2006년 9월 25일부터 12월 5일까지 방송되었다. 하지만 모든 인터넷의 개인 사정으로 인해 2019년 7월 25일에 인터넷 업로드가 중단될 결정이 내렸다.
하나지방의 라이벌. 산와머니와 자매 애니메이션이다. 그리고 2023년 9월 27일에 새로운 에피소드가 나왔다 그 후 멍청하게 죽는 방법이랑 콜라보 했다

## 등장인물
- 커들스: 주인공, 색깔은 노란색으로 질병은 없다. 종족은 토끼
- 기글스: 커들스의 여자친구 색깔은 분홍색으로 종족은 다람쥐
- 너티: 당 중독자, 색깔은 연두색으로 종족은 다람쥐
- 투씨: 소년, 색깔은 보라색으로 질병은 부정교합이다. 종족은 비버
- 핸디: 두팔이 없는 건축가, 색깔은 주황으로 종족은 비버
- 러셀: 해적왕, 색깔은 민트색으로 종족은 해달
- 페튜니아: 더러운 걸 싫어하는 소녀, 색깔은 남색으로 종족은 스컹크
- 럼피: 덩치 큰 바보, 색깔은 하늘색으로 종족은 무스
- 마임: 어린광대, 색깔은 진보라색으로 종족은 사슴
- 스니플스: 해트프의 에디슨, 색깔은 하늘색으로 종족은 개미햝기
- 더 몰 장님: 시각장애인, 색깔은 진분홍색으로, 종족은 두더지이다.
- 리프티 & 시프티: 도둑, 색깔은 둘 다 초록색으로, 종족은 둘 다 라쿤이다.
- 플리피: 이중인격 군인, 색깔은 연두색으로 종족은 곰이다.
- 팝: 자상한 아버지, 색깔은 살구색으로 종족은 곰
- 컵: 팝의 아들, 색깔은 살구색으로 종족은 곰
- 디스코 베어: 춤추는 것이 취미인 곰, 색깔은 노란색으로 질병은 자기애, 성격장애이다.
- 스플렌디드: 영웅, 색깔은 파란색으로 종족은 하늘다람쥐
- 래미: 어린양, 질병은 조현병이고, 종족은 양
- 미스터피클씨: 심술쟁이 오이, 색깔은 초록색으로 질병은 싸이코패스이다.
- 플래키: 겁쟁이, 색깔은 빨간색으로 종족은 호저
- 트러플즈:숨겨진 캐릭터, 색깔은 연한 파란색으로 종족은 멧돼지이다.
- 크로마못: 얼음 안에서 웃고만 있는 친구, 종족은 마멋이다.

## 같이 보기
- 산와머니